# Società Sportiva Sambenedettese 1972-1973
Questa voce raccoglie le informazioni riguardanti la Società Sportiva Sambenedettese nelle competizioni ufficiali della stagione 1972-1973.

## Rosa
| N. |                   | Ruolo | Calciatore         |
| -- | ----------------- | ----- | ------------------ |
|    | Italia (bandiera) | A     | Daniele Agostini   |
|    | Italia (bandiera) | C     | Fabio Antonioli    |
|    | Italia (bandiera) | D     | Aldo Anzuini       |
|    | Italia (bandiera) | A     | Gregorio Basilico  |
|    | Italia (bandiera) | D     | Paolo Beni         |
|    | Italia (bandiera) | C     | Valerio Bertoldo   |
|    | Italia (bandiera) | C     | Sergio Brunetta    |
|    | Italia (bandiera) | C     | Pietro Camozzi     |
|    | Italia (bandiera) | A     | Angelo Caocci      |
|    | Italia (bandiera) | A     | Angelo Castronaro  |
|    | Italia (bandiera) | D     | Franco Catto       |
|    | Italia (bandiera) | A     | Francesco Chimenti |

| N. |                   | Ruolo | Calciatore        |
| -- | ----------------- | ----- | ----------------- |
|    | Italia (bandiera) | D     | Nicola Daleno     |
|    | Italia (bandiera) | A     | Giuseppe Gitto    |
|    | Italia (bandiera) | D     | Mauro Isetto      |
|    | Italia (bandiera) | D     | Maurizio Marchini |
|    | Italia (bandiera) | A     | Primo Pasquali    |
|    | Italia (bandiera) | C     | Nicola Ripa       |
|    | Italia (bandiera) | D     | Giovanni Romani   |
|    | Italia (bandiera) | C     | Maurizio Simonato |
|    | Italia (bandiera) | D     | Arcadio Spinozzi  |
|    | Italia (bandiera) | P     | Luigino Turcato   |
|    | Italia (bandiera) | C     | Giuseppe Valà     |
|    | Italia (bandiera) | P     | Marcello Violo    |